# Soft Machine
A Soft Machine angol rock együttes volt, mely Canterburyben alakult, nevét pedig William S. Burroughs The Soft Machine című könyve után kapta. A canterburyi szcéna központi együttese volt és a progresszív rock műfaj egyik úttörőjévé vált.

## Történelem

### Kezdetek, pszichedélia, fúziós jazz
A Soft Machine-t 1966-ban alapította Robert Wyatt (dobok, ének), Kevin Ayers (basszus, gitár, ének), Daevid Allen (gitár) és Mike Ratledge (orgona), valamint – az első néhány koncert erejéig – az amerikai gitáros, Larry Nowlin. Allen, Wyatt és a leendő basszista, Hugh Hopper a Daevid Allen Trióban játszott, néha Ratledge-dzsel együttműködve. Wyatt, Ayers és Hopper alapító tagjai voltak a Wilde Flowersnek, amelynek későbbi inkarnációi magukban foglalták a másik híres canterburyi együttes, a Caravan tagjait.
Az első Soft Machine felállás a korai brit underground befolyása alatt állt, melyet döntően a UFO Club és az azt követő további londoni klubok, mint a Speakeasy és a Middle Earth határoztak meg. Így vették fel az együttes első kislemezét, Love Makes Sweet Music címmel, valamint néhány demódarabot, amelyek évekkel később jelentek meg. Koncerteztek Hollandiában, Németországban és a Francia Riviérán. 1967 júliusában és augusztusában promoterük és menedzserük, Giorgio Gomelsky, lekötött jó néhány show-t a Cote d'Azurön, köztük a zenekar legemlékezetesebb korai koncertjét Saint-Tropez-ben. Graham Bennett 2005-ös életrajza szerint az együttes "az új párizsi divatszezon kedvencévé vált" a "We Did it Again" 40 perces előadása után, amelyben újra és újra ismételgették a refrént, az egyszerű refrénből Zen-hatású minőséget állítva elő. Dél-Franciaországból való visszatérésükkor Allent, aki ausztrál volt, nem engedték újra belépni az Egyesült Királyságba, így az együttes trióként folytatta, míg Allen visszatért Párizsba és megalakította a Gongot.
Menedzsmentjükön Jimi Hendrix-szel osztozva, az együttes 1968-bantámogatott lehetőséget nyert egy Experience's US turné-sorozatra. A Soft Machine első nagylemezét, egy pszichedelikus rock/proto-prog klasszikust, New Yorkban vették fel, áprilisban, első koncertútjuk végén. Visszatérve Londonba a The Police utolsó gitárosa, Andy Summers csatlakozott az együtteshez, megszakítva kapcsolatát a Dantalian's Chariottal (korábban Zoot Money's Big Roll Band). Néhány hetes próba után az új kvartett egy újabb turnét kezdett az Egyesült Államokban, néhány szóló előadással, mielőtt újra egyesültek volna Hendrix-szel az 1968 augusztus-szeptemberi koncertekre. Summerst időközben elbocsátották, Ayershez való ragaszkodása miatt. Ayers békében elvált tőlük a Hollywood Bowl-beli, utolsó koncertjük után, és 1968-ra a maradék Soft Machine már felhagyott a fellépésekkel. Wyatt az Államokban maradt és szólódemókat vett fel, Ratledge pedig visszatért Londonba és komolyan hozzálátott a zeneszerzéshez.
1969 elején a Soft Machine – hogy teljesítse szerződéses kötelezettségeit – kiegészült a korábbi koncertmenedzserrel és zeneszerzővel, Hugh Hopperrel (basszusgitár), aki csatlakozott Wyatt-hez és Ratledge-hez, és hozzálátott a zenekar második, Volume Two című albuma felvételéhez. A lemezzel megkezdődődött egy átmenet a teljesen instrumentális hangzás felé, ami hasonlított ahhoz, amit később fúziós jazznek hívtak. Az ezen időszakot jellemző – a személycserék által kiváltott – lehangoltság ellenére nagyon kreatív és magával ragadó korszak volt az együttes életében. Az alaptrió 1969 végén szeptetté bővült négy kürtös csatlakozásával, igaz, néhány hónap elteltével csak a szaxofonista Elton Dean maradt belőlük, a létrejött Soft Machine kvartett (Wyatt, Hopper, Ratledge és Dean) létrehozta a Third (1970) és a Fourth (1971) című albumokat, különböző vendégekkel, többnyire jazz muzsikusokkal, mint (Lyn Dobson, Nick Evans, Mark Charig, Jimmy Hastings, Roy Babbington, Rab Spall). A Fourth volt az első, teljesen instrumentális albumuk, és egyben az utolsó, amelyen Wyatt is szerepelt.
Minden tag nagyon járatos volt a különféle zenei műfajokban, de legfőképpen az eklektikus zseni, Ratledge, akinek zeneszerzői, ügyintézői tevékenysége, kiemelkedő improvizációs képessége a legmagasabb szintű kollektív minőséget eredményezte, amelyben főszerepet játszott Wyatt csodálatos éneke és különösen eredeti dobjátéka, néhány Dean-szóló líraisága és Hopper darabjainak szokatlanul avantgárd pophangzása. Vonzalmuk az iránt, hogy a szokványos terjedelmű szerzeményekből hosszú szviteket építsenek fel – úgy a stúdióban, mint a koncerteken (ilyen volt már Ayer szvitje is az első albumukon) –, az 1970-es, Third című albumukon érte el a maximumát. A Third abból a szempontból is szokatlan volt, hogy az Egyesült államokban több mint 10 évig forgalomban maradt és ezt volt a legtöbbször eladott Soft Machine-lemez.
Ezen időszakban példátlan sikereket értek el Európában, és történelmet írtak azzal, hogy ők voltak az első "rockegyüttes", melyet meghívtak az elit londoni Promsba egy előadásra, 1970-ben. A show-t élőben közvetítette a rádió és később egy koncert-CD is megjelent róla.

### A Wyatt utáni éra
Miután nézeteltérések merültek fel az együttes zenei irányultságát illetően, Wyatt távozott (vagy elküldték) az együttesből 1971-ben és megalapította a Matching Mole-t (a név egy szójáték a machine molle, azaz a soft machine francia fordítása alapján). Gyorsan helyettesítették egy ausztrál dobossal, Phil Howarddal, de a megmaradó zenei nézetkülönbségek oda vezettek, hogy Howardot elbocsátották 1971-ben, miután felvették a Fifth (1972) című album első oldalát, majd néhány hónappal később Dean is távozott. Őket John Marshall (dobok) és – a Six (1973) felvételének idejére – Karl Jenkins (fafúvósok, billentyűsök) helyettesítette, mindketten Ian Carr Nucleus nevű együttesében játszottak korábban. A váltásokkal a Soft Machine hangzása még inkább a fúziós jazz irányába mozdult el.
1973-ban, a Six felvétele után Hopper is távozott, őt Roy Babbington, egy másik korábbi Nucleus-tag váltotta. Babbington korábban már bőgőzött a Fourth és a Fifth című albumukon és sikeresen váltott (6 húros) basszusgitárra. Babbington, Jenkins, Marshall és Ratledge új kvartettje vette fel a következő három (és egyben utolsó) hivatalos stúdióalbumot. Miután megjelent a Seven (1973) című albumuk, az együttes a Columbia kiadótól a Harvesthez ment át. 
1975-ös, Bundles című albumukon meghatározó zenei változást eredményezett a fúziós gitáros, Allan Holdsworth közreműködése, aki nagyon melodikus gitárjátékkal erősítette az együttes hangzását, amely néha John McLaughlin Mahavishnu Orchestrájáéra emlékeztetett, megkülönböztetve az albumot a korábbi Soft Machine kiadványoktól, melyeket nem a gitármuzsika jellemzett. Utolsó hivatalos albumokon – Softs (1976) – Holdsworth helyett már John Etheridge játszott. Ratledge, aki az utolsó volt az eredeti tagok közül, a felvétel korai szakaszában távozott. Későbbi működése idején játszott még az együttesben a basszista Steve Cook, a szaxofonos Alan Wakeman és a hegedűs Ric Sanders. 1977-es koncertjeik és az Alive and Well című album voltak az utolsók, melyek a működő együtteshez köthetők. A Soft Machine nevet használták egy 1981-es felvétel, a Land of Cockayne alkalmával (ezt Jack Bruce és Allan Holdsworth hozta létre, Dick Morrissey, valamint Ray Warleigh szaxofonisták és a zongorista John Taylor közreműködésével), és egy utolsó koncertsorozat alkalmával, a londoni Ronnie Scott's Jazz Clubban, 1984 nyarán, ahol Jenkins és Marshall vezetett egy ad hoc felállást, melyet rajtuk kívül Etheridge, Warleigh, a zongorista Dave MacRae és a basszista Paul Carmichael alkotott.

### Örökség
1988 óta a Soft Machine-nak rengeteg élő felvétele jelent meg CD-n, a felvételek minősége a gyengétől a kiválóig változott. 2002-ben négy korábbi Soft Machine-tag – Hugh Hopper, Elton Dean, John Marshall and Allan Holdsworth – turnézott és felvett egy lemezt Soft Works címmel (egymás között Soft Ware-nek hívták). 2004 végétől – Holdsworth helyett John Etheridge-dzsel – ugyancsak turnéztak és felvételeket készítettek Soft Machine Legacy név alatt. Három albumot adtak ki: Live in Zaandam (2005), Soft Machine Legacy (2006 – stúdióalbum), Live at the New Morning (2006). Bár Elton Dean meghalt 2006 februárjában, az együttes Theo Travis-szel folytatta, aki korábban a Gong és a The Tangent tagja volt. 2006 decemberében új felállásában készítették el a Steam című albumot Jon Hiseman stúdiójában. A lemez a Moonjune Records kiadásában jelent meg 2007 augusztusában, egy őszi európai turné előtt.
Graham Bennett Soft Machine-könyve, a Soft Machine: Out-Bloody-Rageous 2005 szeptemberében jelent meg. 2006-ban a könyv elnyerte az Association for Recorded Sound Collections által alapított Award for Excellence in Historical Recorded Sound Research nevű díjat.

## Díjak
A Six című album, amelyen Jenkins először játszott a Soft Machine-ban, elnyerte Az év brit jazzalbuma díjat 1973-ban, a Melody Makerben. A Soft Machine-t választották a legjobb kisegyüttesnek a Melody Maker dzsessz-szavazásán 1974-ben.

## Diszkográfia

### Stúdió albumok
- The Soft Machine (ABC/Probe, 1968)
- Volume Two (ABC/Probe, 1969)
- Third (Columbia, 1970)
- Fourth (Columbia, 1971)
- Fifth (Columbia, 1972)
- Six (Columbia, 1973)
- Seven (Columbia, 1973)
- Bundles (Harvest, 1975)
- Softs (Harvest, 1976)
- Alive & Well: Recorded in Paris (Harvest, 1978)
- Land of Cockayne (EMI, 1981)

### Válogatások
- Rubber Riff (felvéve 1976-ban) (Blueprint, 2001)
- At the Beginning (1967-es demo felvételek, először a Rock Generation adta ki; majd megjelent Jet-Propelled Photographs címmel is) (Charly, 1976)
- Triple Echo (válogatás 3 lemezről, 1967-1976) (Harvest, 1977)
- Rock Generation Vol. 7 (egyoldalas, 1967-es demo felvételek (BYG, 1972)
- Rock Generation Vol. 8 (egyoldalas, 1967-es demo felvételek) (BYG, 1972)
- Live at the Proms 1970 (Reckless, 1988)
- The Peel Sessions (1969-1971 közötti felvételek) (Strange Fruit, 1991)
- BBC Radio 1 Live in Concert 1971 (Windsong, 1993; ugyancsak kiadták: Soft Machine & Heavy Friends, Hux, 2005)
- BBC Radio 1 Live In Concert 1972 (Windsong, 1994; kiadták még: Softstage, Hux, 2005)
- Live at the Paradiso 1969 (Voiceprint, 1995)
- Live In France (felvéve 1972-ben; ugyancsak kiadva: Live in Paris, Cuneiform, 2004) (One Way, 1995)
- Spaced (felvéve 1969-ben) (Cuneiform, 1996)
- Virtually (felvéve 1971-ben) (Cuneiform, 1998)
- Noisette (felvéve 1970-ben) (Cuneiform, 2000)
- Backwards (felvéve 1968-1970-ben) (Cuneiform, 2002)
- Facelift (felvéve 1970-ben) (Voiceprint, 2002)
- BBC Radio 1967-1971 (Hux, 2003)
- BBC Radio 1971-1974 (Hux, 2003)
- Somewhere In Soho (felvéve 1970-ben) (Voiceprint, 2004)
- Breda Reactor (felvéve 1970-ben) (Voiceprint, 2005)
- Out-Bloody-Rageous (válogatás, 1967-1973) (Sony, 2005)
- Floating World Live (felvéve 1975-ben) (MoonJune Records, 2006)
- Grides (CD/DVD felvéve 1970-ben) (Cuneiform Records, 2006)
- Middle Earth Masters (CD felvéve 1967-ben) (Cuneiform Records, 2006)

### Jelentős kislemezek
- "Love Makes Sweet Music" (Polydor UK, 1968)
- "Joy of a Toy" (ABC Probe USA, 1968)

## Fordítás
- Ez a szócikk részben vagy egészben  a   Soft Machine című angol Wikipédia-szócikk ezen változatának fordításán alapul.  Az eredeti cikk szerkesztőit annak laptörténete sorolja fel. Ez a jelzés csupán a megfogalmazás eredetét és a szerzői jogokat jelzi, nem szolgál a cikkben szereplő információk forrásmegjelöléseként.